# Affrontements de Mardakert de 2010
Conflit frontalier au Haut-Karabagh
Batailles
- Guerre de 1988-1994
- Affrontements de Mardakert de 2008
- Affrontements de 2010
- Affrontements de Mardakert de 2010
- Affrontements de 2012
- Affrontements de 2014
- Destruction d'un hélicoptère en 2014
- Guerre d'Avril
- Affrontements de 2018
- Affrontements de juillet 2020
- Guerre de 2020
- Opération Farukh
- Guerre de 2023

Les affrontements de Mardakert en 2010 sont une série de violations du cessez-le-feu entrées en vigueurs après la première guerre du Haut-Karabakh. Les affrontements se sont déroulés de l'autre côté de la ligne de contact séparant l'Azerbaïdjan et les forces militaires de souche arménienne de la République du Haut-Karabakh, non reconnue mais de facto indépendante. Les deux parties s'accusèrent mutuellement. Cet engagement devint une énième violation de l'accord (en place depuis 1994), après les affrontements de Mardakert en 2008.